# Arras-en-Lavedan
Pour les articles homonymes, voir Arras (homonymie) et Lavedan.
Arras-en-Lavedan [aʁas ɑ̃ lavdɑ̃] est une commune française située dans l'ouest du département des Hautes-Pyrénées, en région Occitanie. Sur le plan historique et culturel, la commune est dans la province du Lavedan, partie sud-occidentale de la Bigorre et constituée d'un ensemble de sept vallées en amont de la ville de Lourdes.
Exposée à un climat de montagne, elle est drainée par le gave d'Azun, le gave d'Estaing, le ruisseau du Bergons et par divers autres petits cours d'eau. Incluse dans le Parc national des Pyrénées, la commune possède un patrimoine naturel remarquable : un site Natura 2000 (le « moun Né de Cauterets, pic de Cabaliros ») et cinq zones naturelles d'intérêt écologique, faunistique et floristique.
Arras-en-Lavedan est une commune rurale qui compte 494 habitants en 2022. Elle est dans l'agglomération d'Argelès-Gazost et fait partie de l'aire d'attraction d'Argelès-Gazost. Ses habitants sont appelés les Arrasiens ou  Arrasiennes.

## Géographie

### Localisation
La commune d'Arras-en-Lavedan se trouve dans le département des Hautes-Pyrénées, en région Occitanie.
Elle se situe à 31 km à vol d'oiseau de Tarbes, préfecture du département, et à 3 km d'Argelès-Gazost, sous-préfecture.
Les communes les plus proches sont : 
Arcizans-Avant (1,8 km), Sireix (2,5 km), Argelès-Gazost (2,6 km), Gez (2,6 km), Lau-Balagnas (2,9 km), Arcizans-Dessus (2,9 km), Bun (3,1 km), Saint-Savin (3,3 km).
Sur le plan historique et culturel, Arras-en-Lavedan fait partie de la province historique du Lavedan, partie sud-occidentale de la Bigorre et constitué d'un ensemble de sept vallées en amont de la ville de Lourdes. Historiquement, elle  fait partie de la province de Gascogne, et plus particulièrement du comté de Bigorre. La commune est dans le pays du val d'Azun, qui bute au nord sur le bassin de Lourdes, à l'est sur la vallée de l'Adour, au sud sur l'Aragon (Espagne) par le Balaïtous et, à l'ouest sur le Béarn (département des Pyrénées-Atlantiques, région Nouvelle-Aquitaine),.
| Salles, Arcizans-Dessus | Gez              | Argelès-Gazost |
| Bun, Sireix             | Arras-en-Lavedan | Arcizans-Avant |
| Estaing                 | Cauterets        |                |

### Paysages et relief

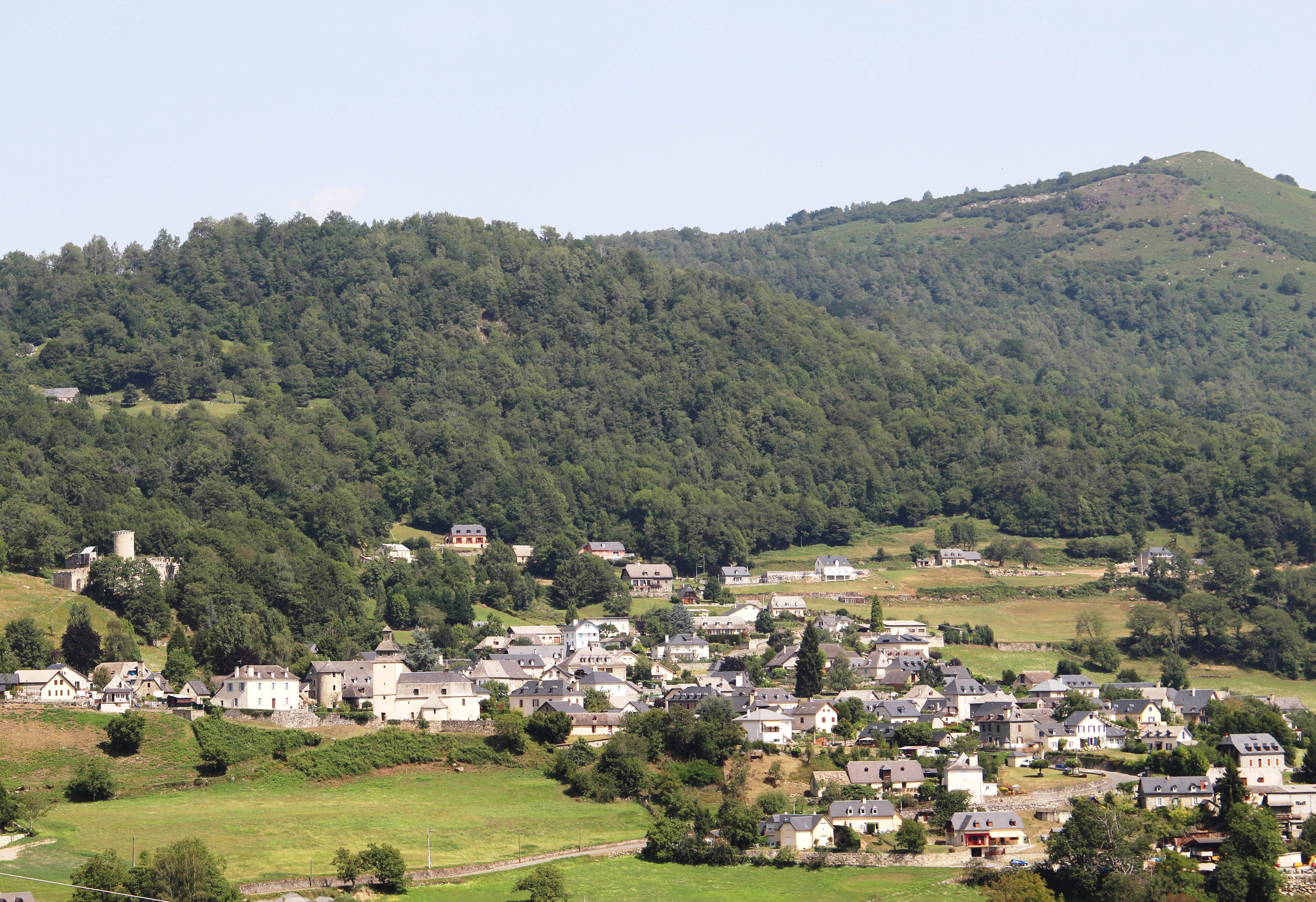
Vue en été.

### Hydrographie

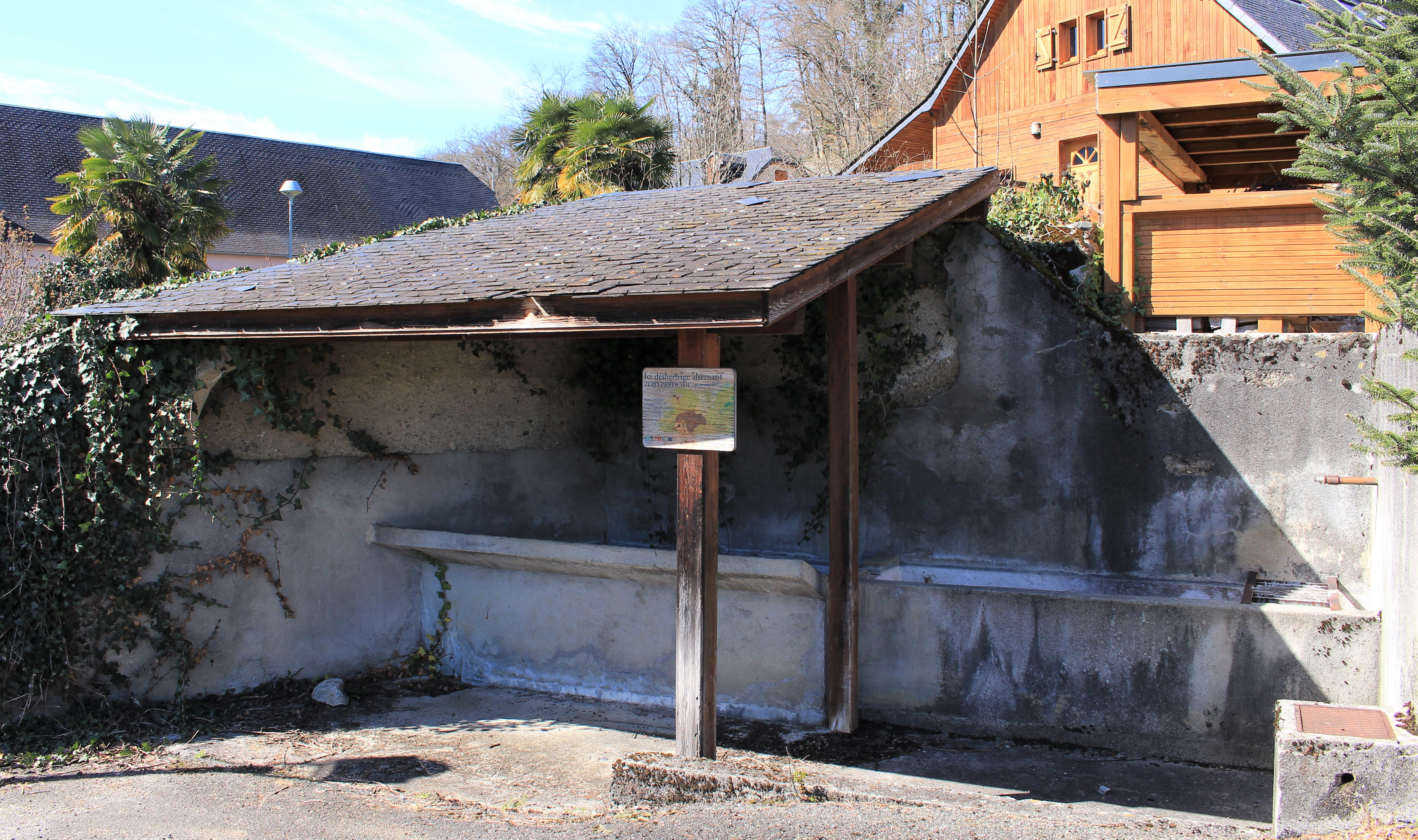
Le lavoir des Arrassets.

La commune est dans le bassin de l'Adour, au sein du bassin hydrographique Adour-Garonne. Elle est drainée par le gave d'Azun, le gave d'Estaing, le Ruisseau du Bergons, le Bacherou, le ruisseau d'arribancie, le ruisseau de Banciole, le ruisseau de Bergouey, le ruisseau de Carasse, le ruisseau de Larrode et par divers petits cours d'eau, constituant un réseau hydrographique de 32 km de longueur totale,.
Le gave d'Azun, d'une longueur totale de 29,1 km, prend sa source dans la commune d'Arrens-Marsous et s'écoule du sud vers le nord. Il traverse la commune et se jette dans le gave de Pau à Ayros-Arbouix, après avoir traversé 10 communes.
Le gave d'Estaing, d'une longueur totale de 18,2 km, prend sa source dans la commune d'Estaing et s'écoule du sud vers le nord. Il traverse la commune et se jette dans le gave d'Azun à Arras-en-Lavedan, après avoir traversé 4 communes.
Le Ruisseau du Bergons, d'une longueur totale de 15,6 km, prend sa source dans la commune d'Aucun et s'écoule du sud vers le nord. Il traverse la commune et se jette dans le gave de Pau à Agos-Vidalos, après avoir traversé 10 communes.

### Climat
Le climat qui caractérise la commune est qualifié, en 2010, de « climat des marges montargnardes », selon la typologie des climats de la France qui compte alors huit grands types de climats en métropole. En 2020, la commune ressort du type « climat de montagne » dans la classification établie par Météo-France, qui ne compte désormais, en première approche, que cinq grands types de climats en métropole. Pour ce type de climat, la température décroît rapidement en fonction de l'altitude. On observe une nébulosité minimale en hiver et maximale en été. Les vents et les précipitations varient notablement selon le lieu.
Les paramètres climatiques qui ont permis d’établir la typologie de 2010 comportent six variables pour les températures et huit pour les précipitations, dont les valeurs correspondent à la normale 1971-2000. Les sept principales variables caractérisant la commune sont présentées dans l'encadré ci-après.
| Paramètres climatiques communaux sur la période 1971-2000 - Moyenne annuelle de température : 11,9 °C - Nombre de jours avec une température inférieure à −5 °C : 3,9 j - Nombre de jours avec une température supérieure à 30 °C : 4,5 j - Amplitude thermique annuelle : 13,8 °C - Cumuls annuels de précipitation : 1 214 mm - Nombre de jours de précipitation en janvier : 11,1 j - Nombre de jours de précipitation en juillet : 9,4 j |

Avec le changement climatique, ces variables ont évolué. Une étude réalisée en 2014 par la Direction générale de l'Énergie et du Climat complétée par des études régionales prévoit en effet que la  température moyenne devrait croître et la pluviométrie moyenne baisser, avec toutefois de fortes variations régionales. Ces changements peuvent être constatés sur la station météorologique de Météo-France la plus proche, « Ayros-Arbouix », sur la commune d'Ayros-Arbouix, mise en service en 1982 et qui se trouve à 5 km à vol d'oiseau,, où la température moyenne annuelle est de 12,7 °C et la hauteur de précipitations de 1 031,4 mm pour la période 1981-2010.
Sur la station météorologique historique la plus proche, « Tarbes-Lourdes-Pyrénées », sur la commune d'Ossun, mise en service en 1946 et à 23 km, la température moyenne annuelle évolue de 12,2 °C pour la période 1971-2000, à 12,6 °C pour 1981-2010, puis à 12,9 °C pour 1991-2020.

### Milieux naturels et biodiversité

#### Espaces protégés
La protection réglementaire est le mode d’intervention le plus fort pour préserver des espaces naturels remarquables et leur biodiversité associée,.
Dans ce cadre, la commune fait partie de l'aire d'adhésion du Parc National des Pyrénées. Ce  parc national, créé en 1967, abrite une faune riche et spécifique particulièrement intéressante : importantes populations d’isards, colonies de marmottes réimplantées avec succès, grands rapaces tels le Gypaète barbu, le Vautour fauve, le Percnoptère d’Égypte ou l’Aigle royal, le Grand tétras et le discret Desman des Pyrénées qui constitue l’exemple type de ce précieux patrimoine confié au Parc national et aussi l'Ours des Pyrénées,,.

#### Réseau Natura 2000

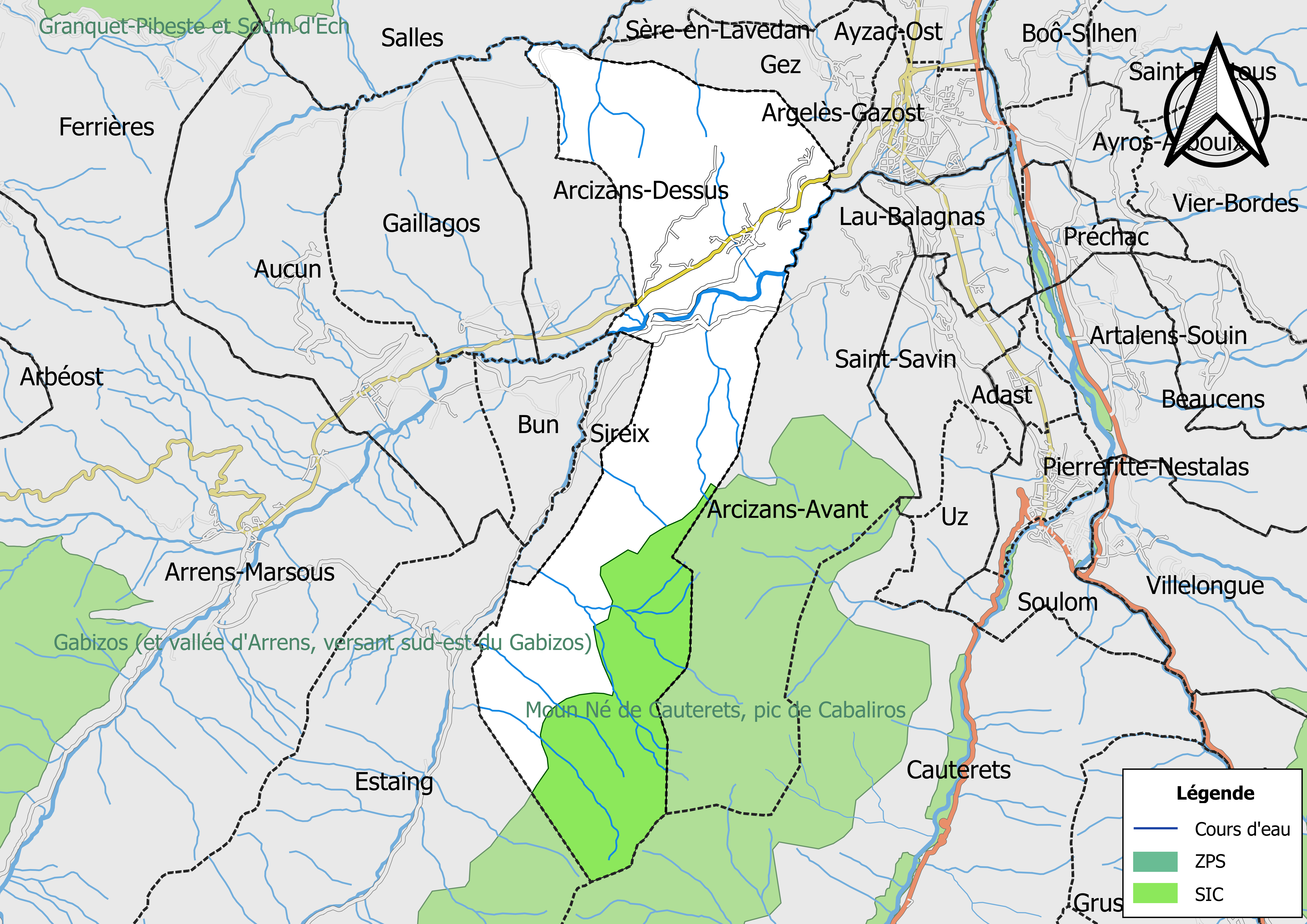
Site Natura 2000 sur le territoire communal.

Le réseau Natura 2000 est un réseau écologique européen de sites naturels d'intérêt écologique élaboré à partir des Directives « Habitats » et « Oiseaux », constitué de zones spéciales de conservation (ZSC) et de zones de protection spéciale (ZPS).
Un site Natura 2000 a été défini sur la commune au titre de la « directive Habitats » : le « moun Né de Cauterets, pic de Cabaliros », d'une superficie de 3 703 ha, présente une végétation caractéristique de la haute montagne pyrénéenne sur calcaire et substrats siliceux.

#### Zones naturelles d'intérêt écologique, faunistique et floristique
L’inventaire des zones naturelles d'intérêt écologique, faunistique et floristique (ZNIEFF) a pour objectif de réaliser une couverture des zones les plus intéressantes sur le plan écologique, essentiellement dans la perspective d’améliorer la connaissance du patrimoine naturel national et de fournir aux différents décideurs un outil d’aide à la prise en compte de l’environnement dans l’aménagement du territoire.
Trois ZNIEFF de type 1 sont recensées sur la commune,
- le « Gave d'Azun, ruisseau du Bergons et Gave de Lourdes » (437 ha), couvrant 31 communes dont deux dans les Pyrénées-Atlantiques et 29 dans les Hautes-Pyrénées[32] ;
- le « massifmontagneux entre Argelès-Gazost et l'Ouzom » (6 108 ha), couvrant 12 communes dont une dans les Pyrénées-Atlantiques et 11 dans les Hautes-Pyrénées[33],
- les « massifs du Cabaliros et du Moun Né » (7 764 ha), couvrant 11 communes du département[34] ;

et deux ZNIEFF de type 2,,
- les « massifs calcaires de l'Estibète, du Granquet et du Pibeste, forêt de Très Crouts, vallée du Bergons et crêtes » (17 871 ha), couvrant 24 communes dont trois dans les Pyrénées-Atlantiques et 21 dans les Hautes-Pyrénées[35] ;
- le « val d'Azun et haute vallée du Gave de Cauterets » (35 378 ha), couvrant 22 communes dont une dans les Pyrénées-Atlantiques et 21 dans les Hautes-Pyrénées[36].

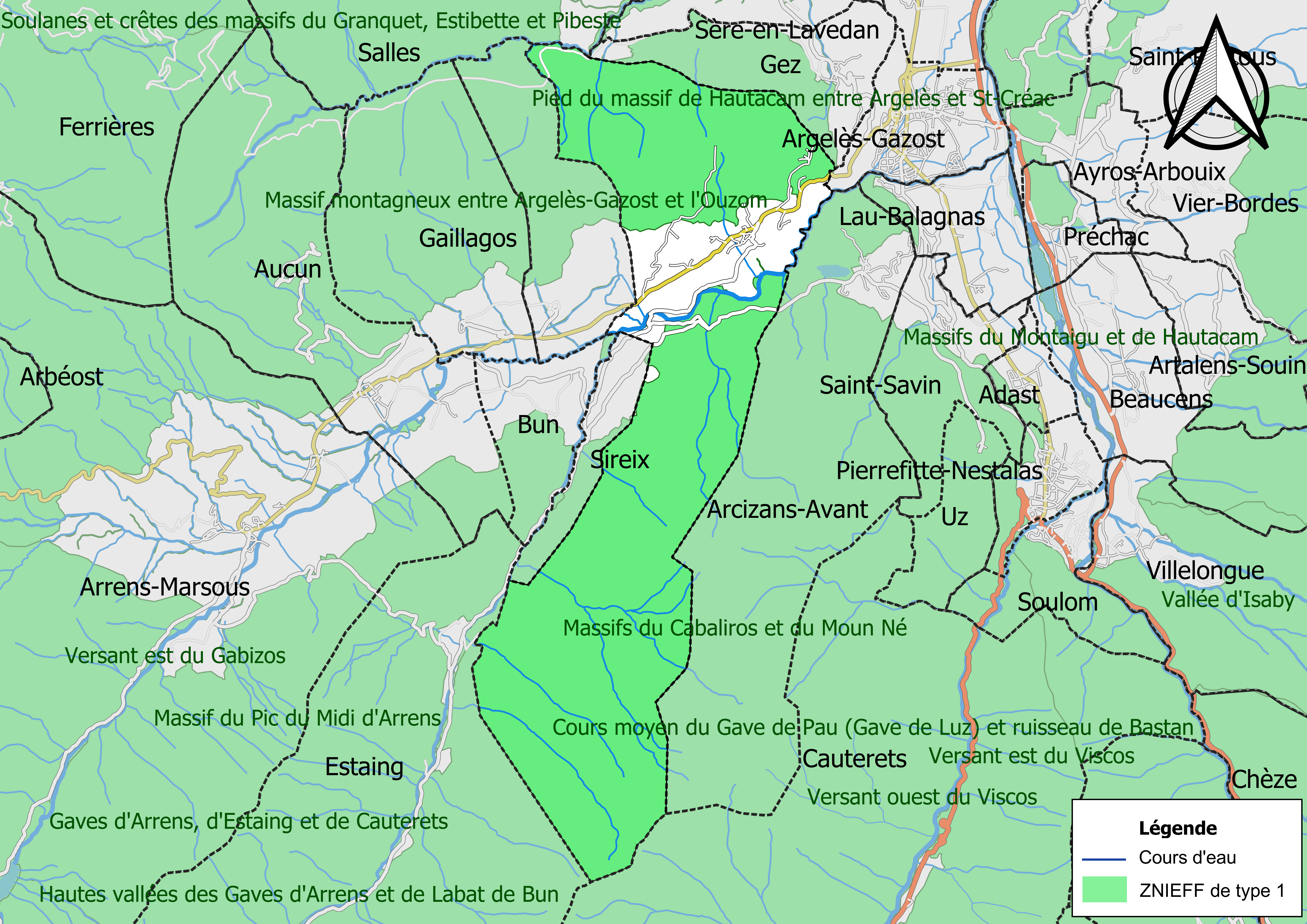
Carte des ZNIEFF de type 1 sur la commune.
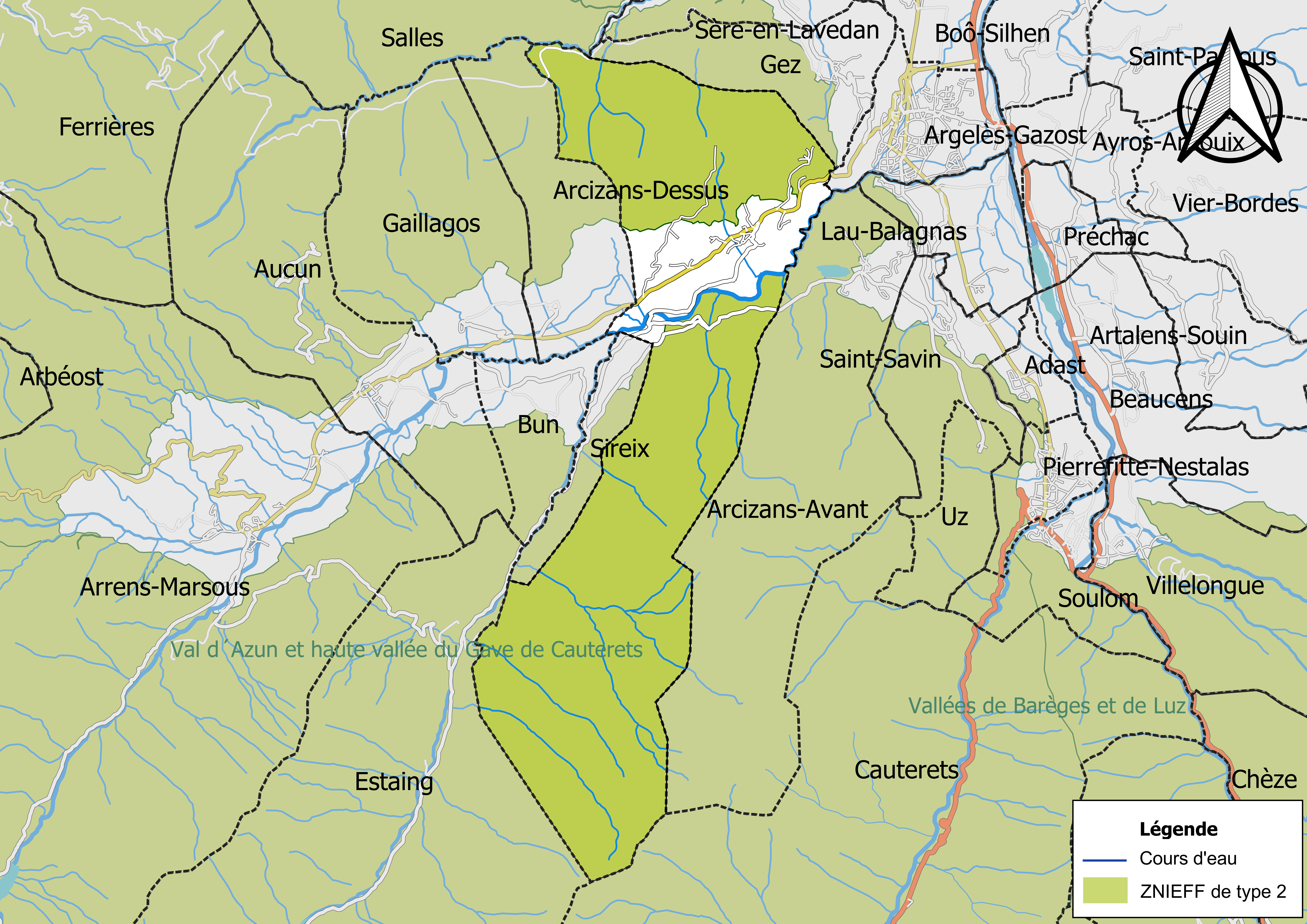
Carte des ZNIEFF de type 2 sur la commune.

## Urbanisme

### Typologie
Au 1er janvier 2024, Arras-en-Lavedan est catégorisée commune rurale à habitat dispersé, selon la nouvelle grille communale de densité à sept niveaux définie par l'Insee en 2022.
Elle appartient à l'unité urbaine d'Argelès-Gazost, une agglomération intra-départementale regroupant treize  communes, dont elle est une commune de la banlieue,,. Par ailleurs la commune fait partie de l'aire d'attraction d'Argelès-Gazost, dont elle est une commune de la couronne,. Cette aire, qui regroupe 19 communes, est catégorisée dans les aires de moins de 50 000 habitants,.

### Occupation des sols
L'occupation des sols de la commune, telle qu'elle ressort de la base de données européenne d’occupation biophysique des sols Corine Land Cover (CLC), est marquée par l'importance des forêts et milieux semi-naturels (82,8 % en 2018), une proportion identique à celle de 1990 (82,8 %). La répartition détaillée en 2018 est la suivante : 
forêts (46,4 %), milieux à végétation arbustive et/ou herbacée (33,1 %), prairies (8,7 %), zones agricoles hétérogènes (7,3 %), espaces ouverts, sans ou avec peu de végétation (3,3 %), zones urbanisées (1,1 %).
L'IGN met par ailleurs à disposition un outil en ligne permettant de comparer l’évolution dans le temps de l’occupation des sols de la commune (ou de territoires à des échelles différentes). Plusieurs époques sont accessibles sous forme de cartes ou photos aériennes : la carte de Cassini (XVIIIe siècle), la carte d'état-major (1820-1866) et la période actuelle (1950 à aujourd'hui).

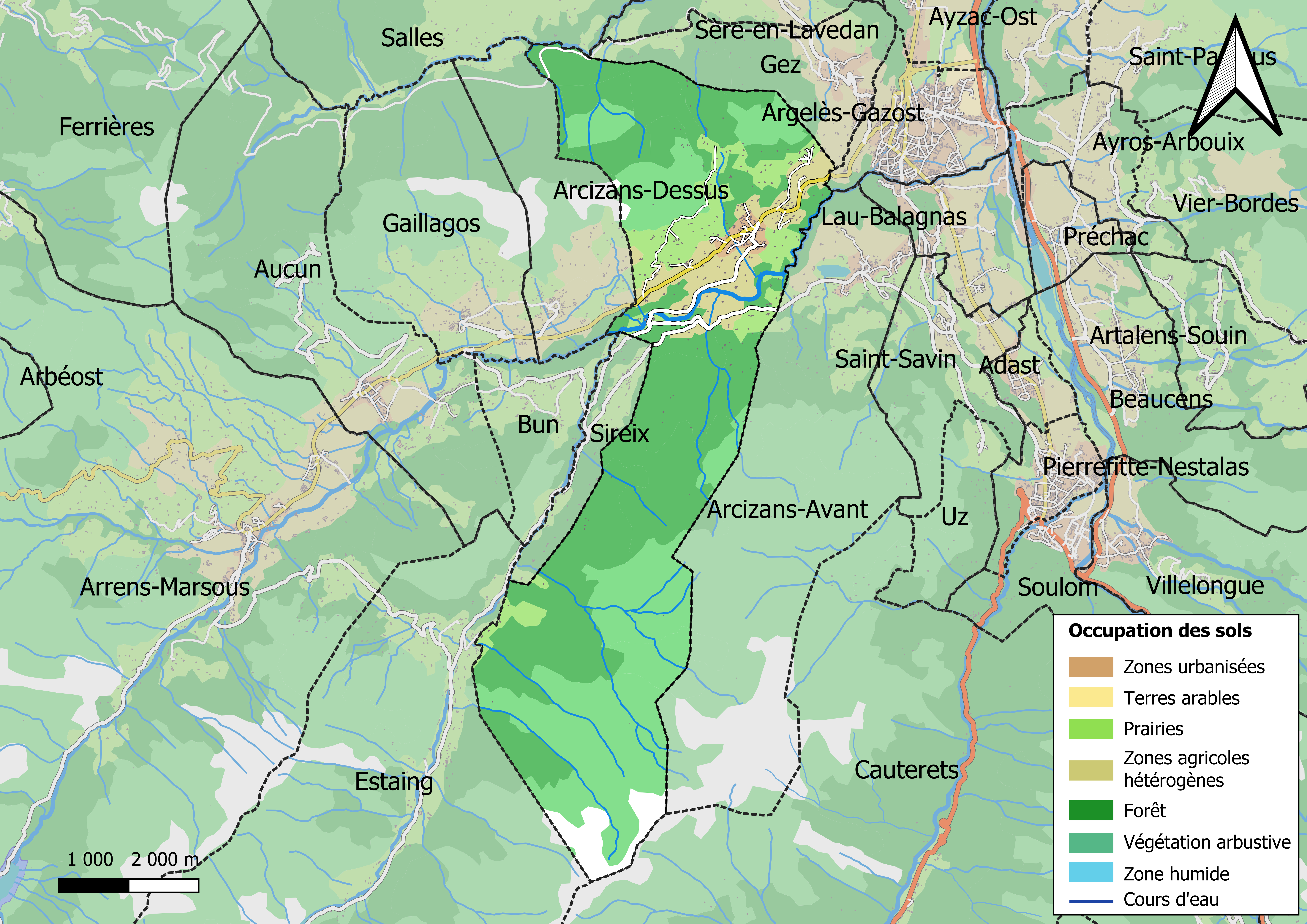
Carte des infrastructures et de l'occupation des sols en 2018 (CLC) de la commune.
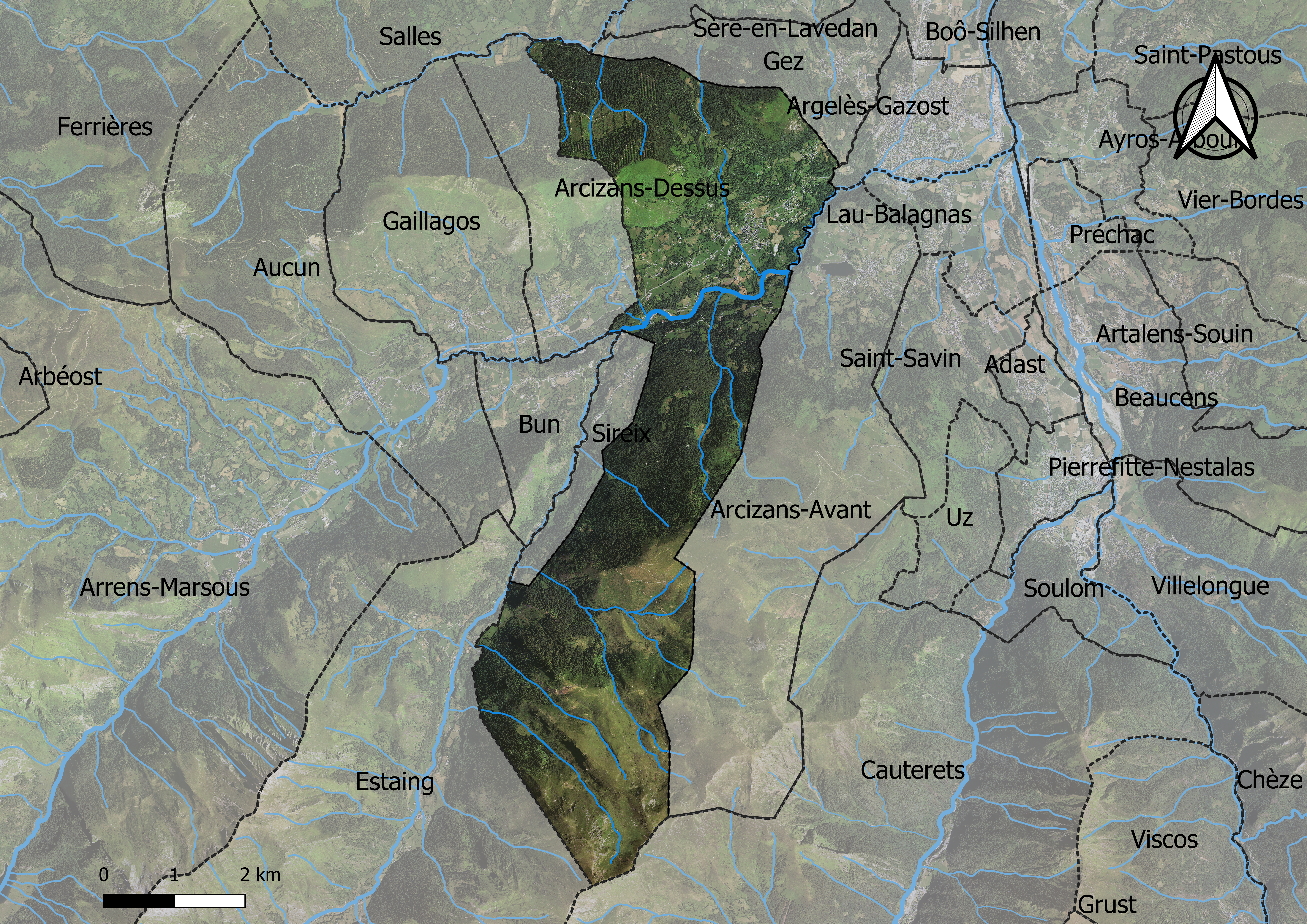
Carte orthophotogrammétrique de la commune.

### Logement
En 2012, le nombre total de logements dans la commune est de 385.

Parmi ces logements, 58,9 % sont des résidences principales, 35,4 % des résidences secondaires et 5,7 % des logements vacants.

### Voies de communication et transports
Cette commune est desservie par la route départementale D 918 et par les routes départementales D 13, D 103 et D 613.

## Toponymie

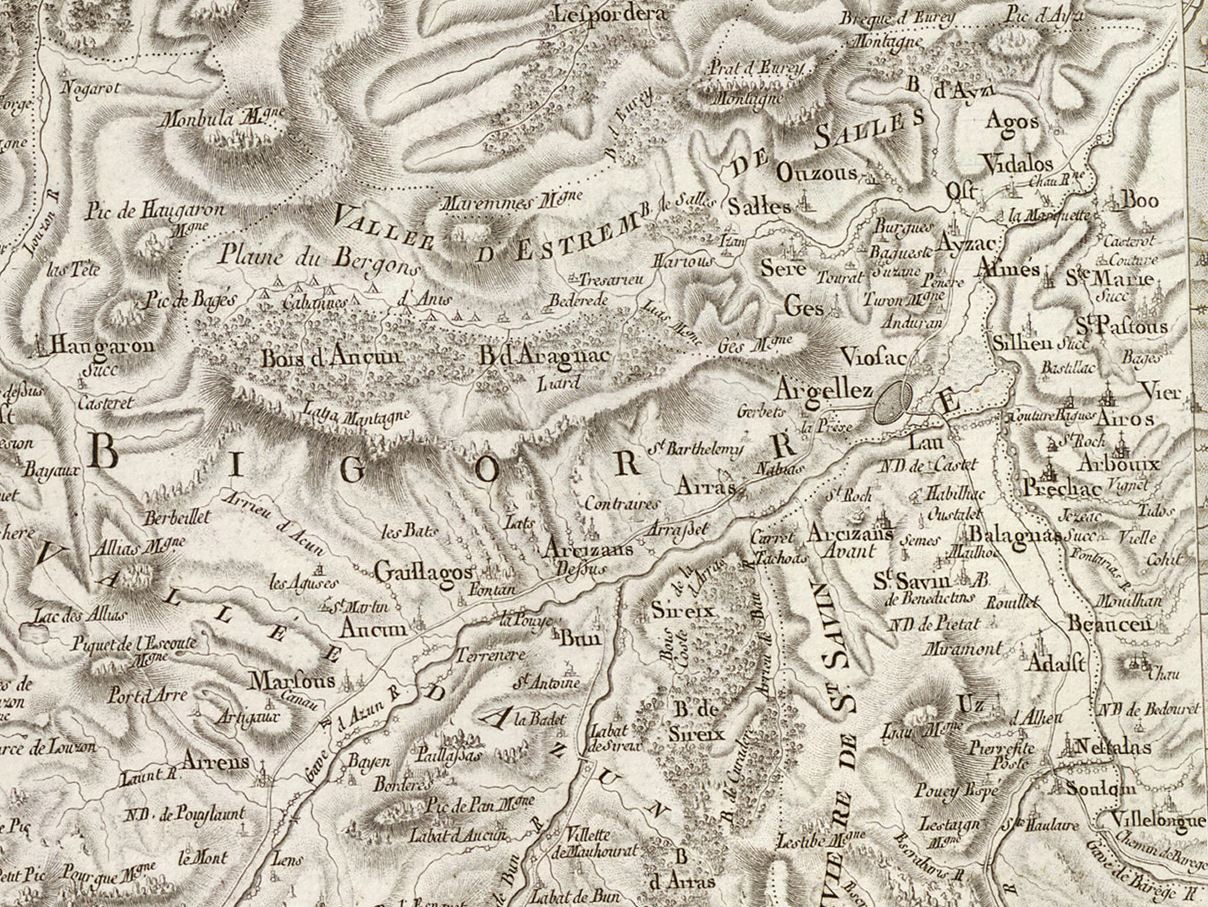
Extrait de la carte de Cassini (entre 1756 et 1789) situant Arras-en-Lavedan à l'ouest d'Argelès-Gazost.

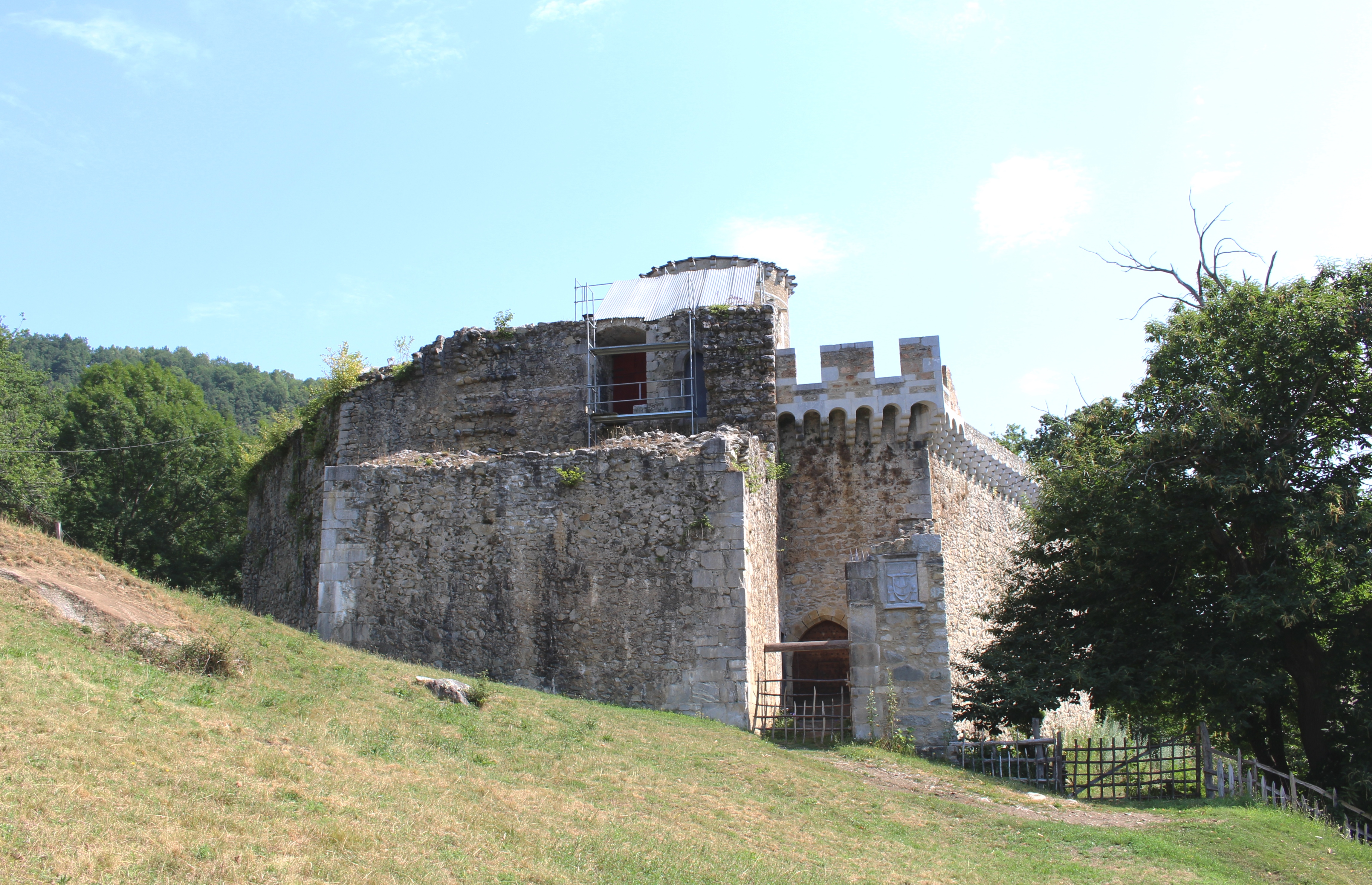
Le château en 2015.

On trouvera les principales informations dans le Dictionnaire toponymique des communes des Hautes-Pyrénées de Michel Grosclaude et Jean-François Le Nail qui rapporte les dénominations historiques du village.
Dénominations historiques :
- Arras (entre 1025 et 1078, cartulaire Saint-Savin ; v. 1025-1070, cartulaire de Bigorre ; v. 1200-1230, ibid. ; etc.) ;
- de Ras (1168, bulle d'Alexandre III ; 1313, Debita regi Navarre) ;
- d’Aras (v. 1184, cartulaires Bigorre) ;
- Garsias Arnaldi de Ratz, latin et gascon (1300, enquête Bigorre) ;
- Guillelmus d’Aratz, latin et gascon (ibid.) ;
- De Arasio, latin (1342, pouillé de Tarbes) ;
- de Arassio, latin (1379, procuration Tarbes) ;
- Arras (1429, censier de Bigorre) ;
- Arras (fin XVIIIe siècle, carte de Cassini) ;
- Arras prend le nom d’Arras-en-Lavedan en 1937.

Étymologie : peut-être du basque aquitain arr (= pierre) et as/aitz (= pointe rocheuse).
Nom occitan : Arràs.

## Histoire
On a longtemps exploité à Arras-en-Lavedan des mines de cuivre et de plomb.

### Cadastre napoléonien d'Arras-en-Lavedan
Le plan cadastral napoléonien d'Arras-en-Lavedan est consultable sur le site des Archives départementales des Hautes-Pyrénées.

## Politique et administration

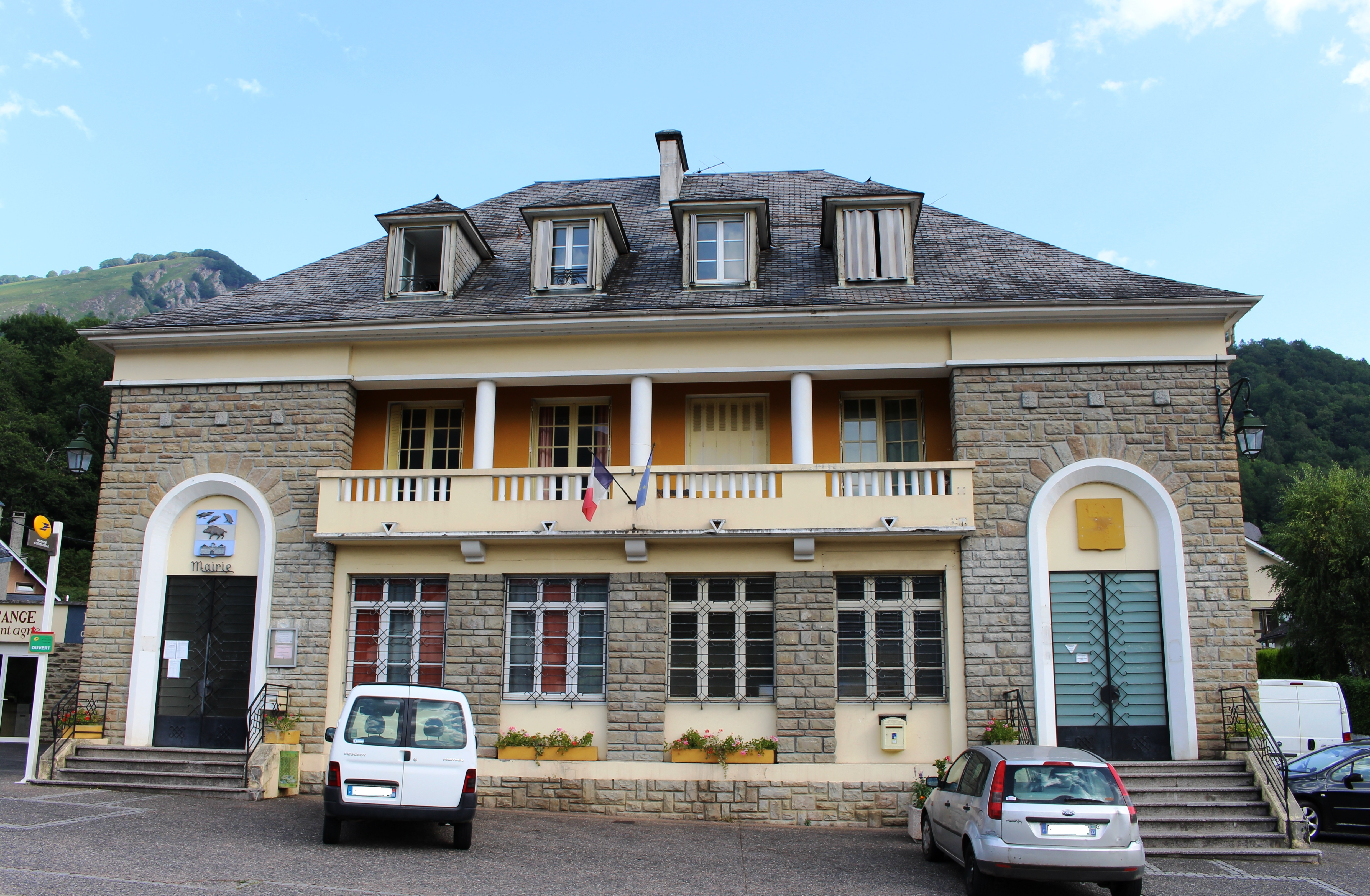
La mairie en 2017.

### Liste des maires
| Période                                  | Période   | Identité         | Étiquette | Qualité |
| ---------------------------------------- | --------- | ---------------- | --------- | ------- |
| Les données manquantes sont à compléter. |           |                  |           |         |
|                                          |           |                  |           |         |
| mars 1995                                | mars 2008 | Jean-Pierre Prat | SE        |         |
| mars 2008                                | mars 2014 | Élie Pucheu      | SE        |         |
| mars 2014                                | en cours  | Charles Legrand  |           |         |

### Rattachements administratifs et électoraux

#### Historique administratif
Pays et sénéchaussée de Bigorre, Lavedan, Vallée d'Azun, canton  d'Azun, Argelès (1790), d'Aucun (depuis 1801). Arras prend le nom d'Arras-en-Lavedan en 1937.

#### Intercommunalité
Arras-en-Lavedan appartient à la communauté de communes Pyrénées Vallées des Gaves créée en janvier 2017 et qui réunit 46 communes.

### Services publics
La commune d'Arras-en-Lavedan dispose d'une agence postale.

## Population et société

### Démographie

#### Évolution démographique

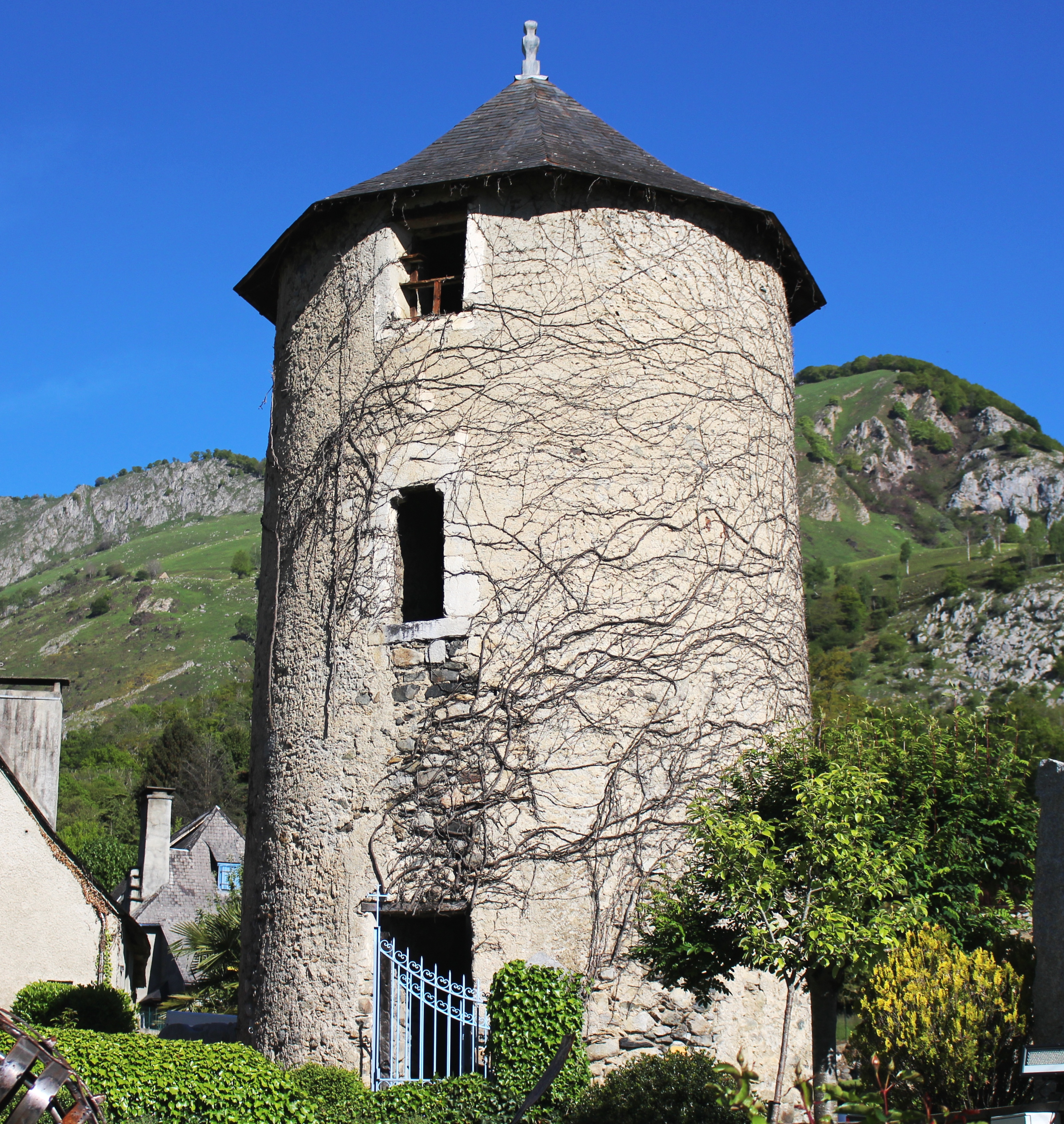
La tour de l'abbatiale.

| 1793 | 1800 | 1806 | 1821 | 1831 | 1836 | 1841 | 1846 | 1851 |
| ---- | ---- | ---- | ---- | ---- | ---- | ---- | ---- | ---- |
| 796  | 816  | 836  | 817  | 824  | 794  | 780  | 840  | 796  |

| 1856 | 1861 | 1866 | 1872 | 1876 | 1881 | 1886 | 1891 | 1896 |
| ---- | ---- | ---- | ---- | ---- | ---- | ---- | ---- | ---- |
| 723  | 739  | 733  | 706  | 732  | 697  | 676  | 645  | 639  |

| 1901 | 1906 | 1911 | 1921 | 1926 | 1931 | 1936 | 1946 | 1954 |
| ---- | ---- | ---- | ---- | ---- | ---- | ---- | ---- | ---- |
| 608  | 624  | 610  | 533  | 504  | 564  | 457  | 394  | 423  |

| 1962 | 1968 | 1975 | 1982 | 1990 | 1999 | 2004 | 2006 | 2009 |
| ---- | ---- | ---- | ---- | ---- | ---- | ---- | ---- | ---- |
| 449  | 455  | 402  | 418  | 418  | 456  | 506  | 521  | 527  |

| 2014 | 2019 | 2022 | - | - | - | - | - | - |
| ---- | ---- | ---- | - | - | - | - | - | - |
| 498  | 482  | 494  | - | - | - | - | - | - |

### Enseignement
La commune dépend de l'académie de Toulouse. Elle dispose d’une école en 2016.
- École primaire: Joseph Contraires

## Économie

### Revenus
En 2018, la commune compte 212 ménages fiscaux, regroupant 490 personnes. La médiane du revenu disponible par unité de consommation est de 21 050 € (20 420 € dans le département).

### Emploi
| Division       | 2008  | 2013  | 2018  |
| -------------- | ----- | ----- | ----- |
| Commune        | 5,4 % | 9,8 % | 6,2 % |
| Département    | 7,7 % | 9,4 % | 9,8 % |
| France entière | 8,3 % | 10 %  | 10 %  |

En 2018, la population âgée de 15 à 64 ans s'élève à 294 personnes, parmi lesquelles on compte 71,8 % d'actifs (65,7 % ayant un emploi et 6,2 % de chômeurs) et 28,2 % d'inactifs,. Depuis 2008, le taux de chômage communal (au sens du recensement) des 15-64 ans est inférieur à celui de la France et du département.
La commune fait partie de la couronne de l'aire d'attraction d'Argelès-Gazost, du fait qu'au moins 15 % des actifs travaillent dans le pôle,. Elle compte 71 emplois en 2018, contre 68 en 2013 et 79 en 2008. Le nombre d'actifs ayant un emploi résidant dans la commune est de 200, soit un indicateur de concentration d'emploi de 35,6 % et un taux d'activité parmi les 15 ans ou plus de 52,1 %.
Sur ces 200 actifs de 15 ans ou plus ayant un emploi, 48 travaillent dans la commune, soit 24 % des habitants. Pour se rendre au travail, 84,4 % des habitants utilisent un véhicule personnel ou de fonction à quatre roues, 0,5 % les transports en commun, 7,1 % s'y rendent en deux-roues, à vélo ou à pied et 8 % n'ont pas besoin de transport (travail au domicile).

### Tourisme
Station de sports d'hiver de Val d’Azun.

## Culture locale et patrimoine

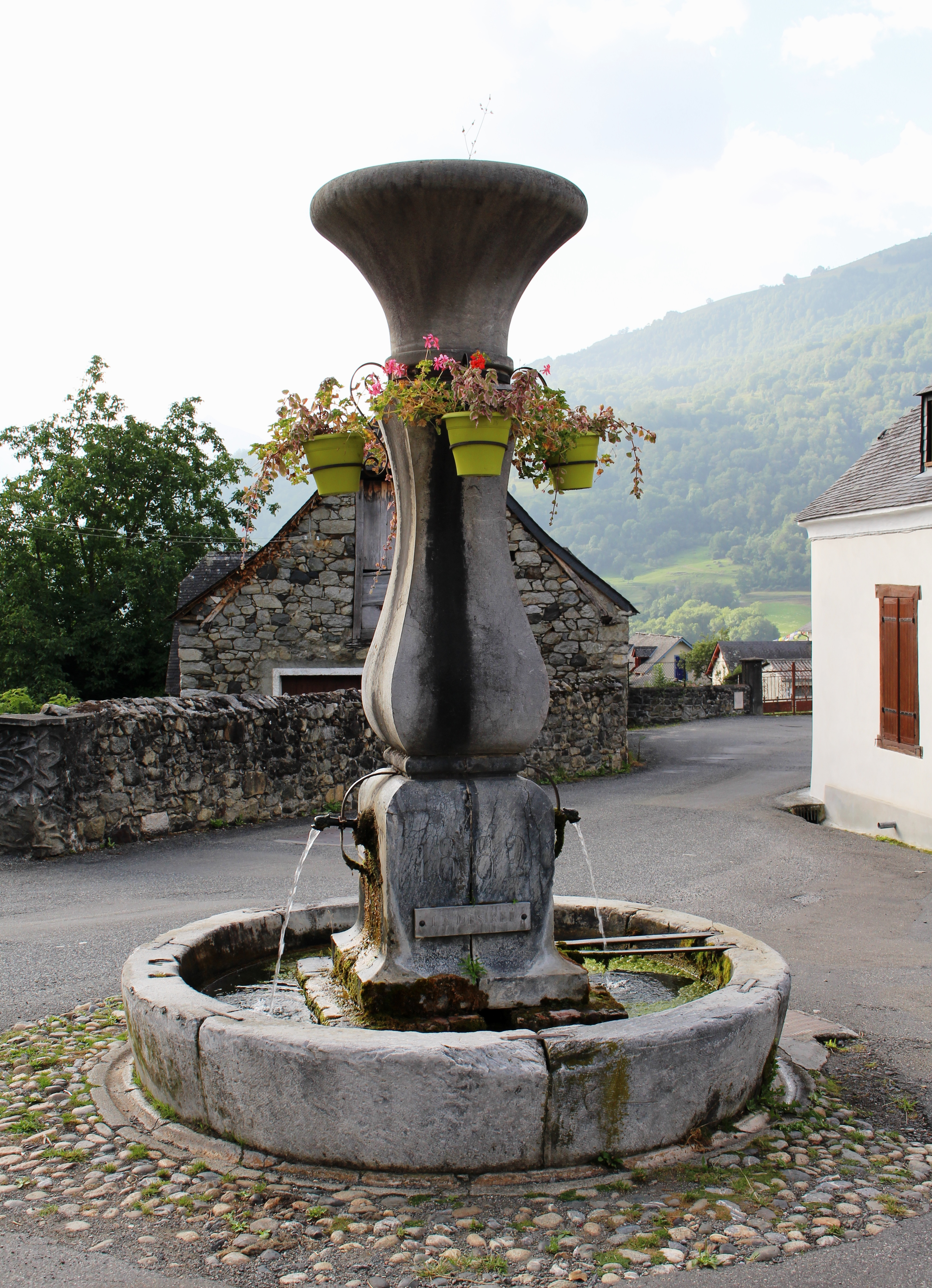
La fontaine.

### Lieux et monuments

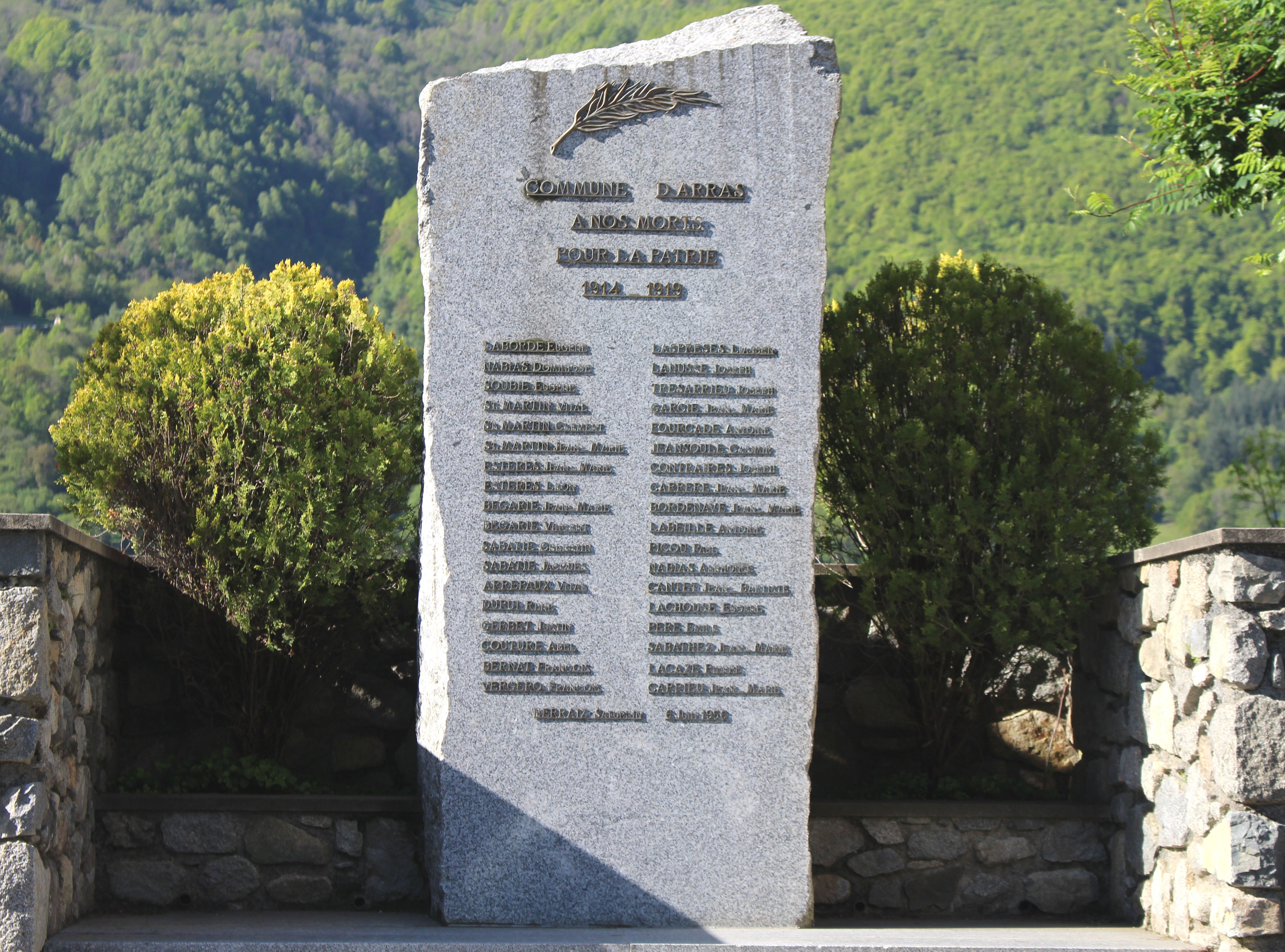
Le monument aux morts municipal.

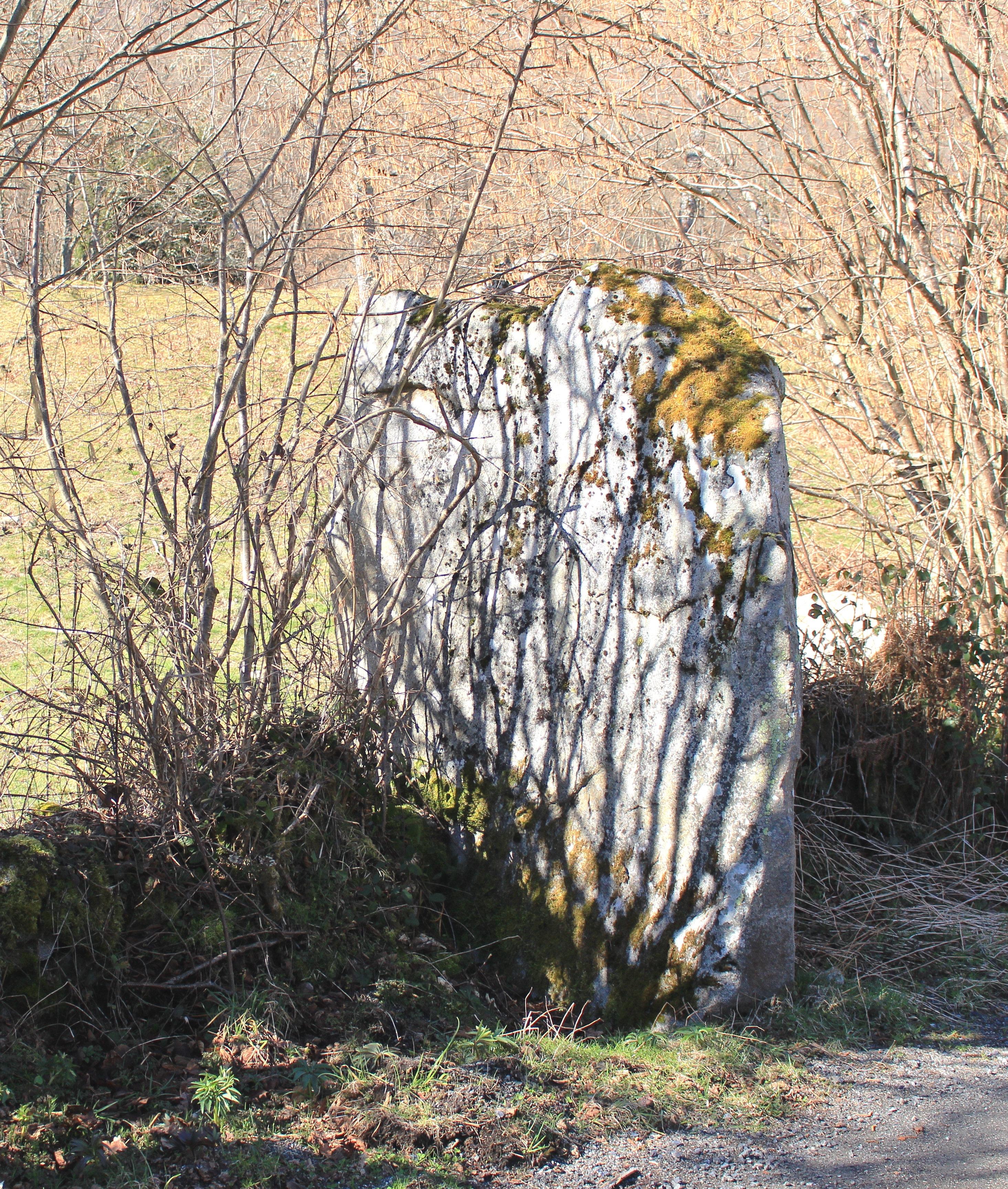
Le menhir de Bayle.

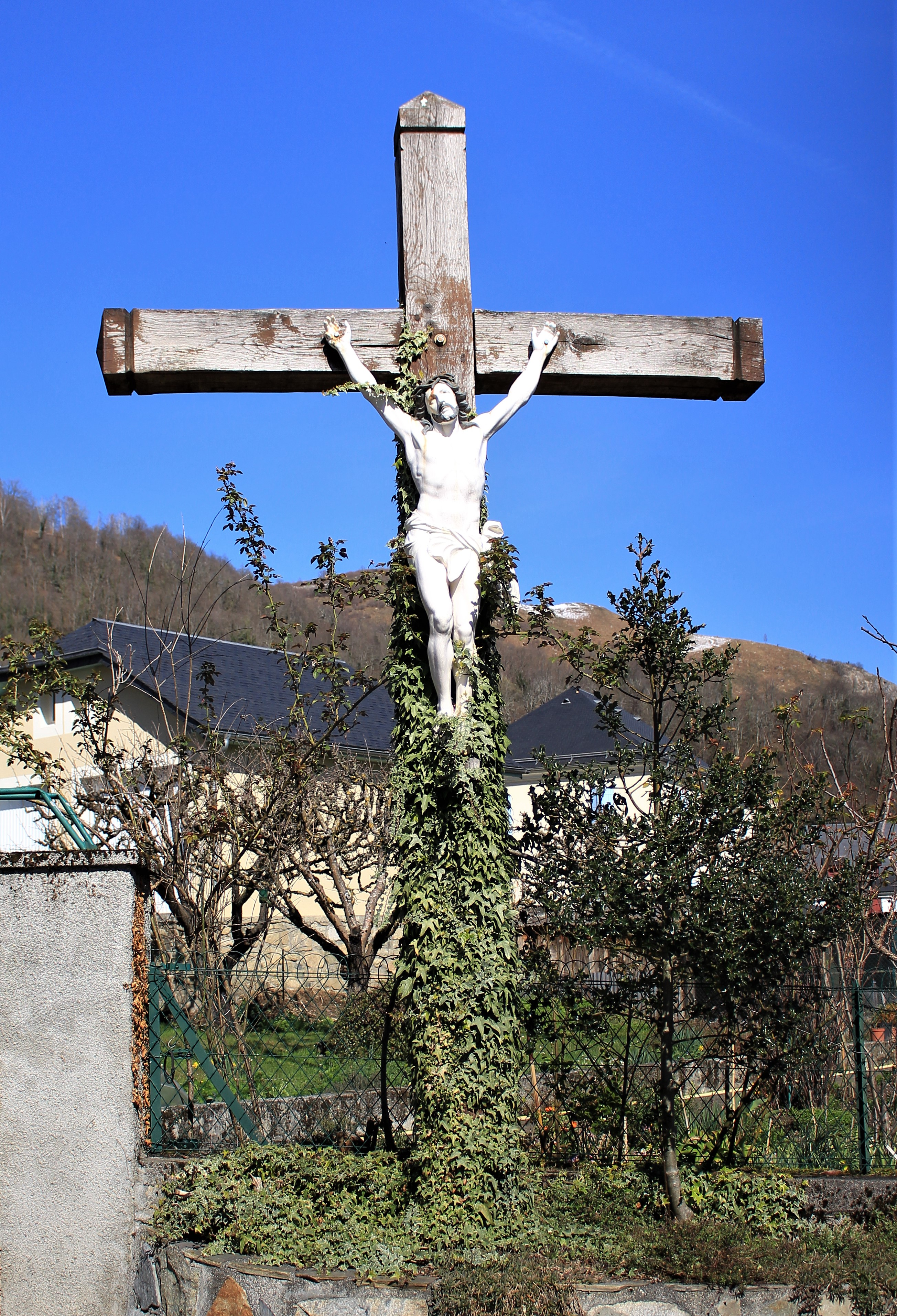
Une croix.

- Église Saint-Martin d'Arras-en-Lavedan. Église de montagne (inscrite à l'inventaire supplémentaire des monuments historiques) avec une porte gothique de cagots emmurée, un clocher rectangulaire qu'abrite une toiture d'ardoise à trois pentes, un maître autel en bois doré du XVIIIe siècle, une peinture du XVIIe siècle du martyre de sainte Catherine et une « Vierge assise à l'Enfant » en bois polychrome du XIVe siècle.
- À côté de l'église, seul vestige de l'Abbadie ou manoir des abbés lays d'Arras, se dresse une tour cylindrique aux murs épais dont le rez-de-chaussée est une salle en voûte.
- Surplombant le village, les ruines d'une petite forteresse, le Castet-Naü en cours de restauration, rappellent qu'Arras-en-Lavedan fut anglais pendant quarante ans sous la domination du Prince Noir.
- Menhir de Bayle.

Sélection de vues de l'église Saint-Martin en 2017
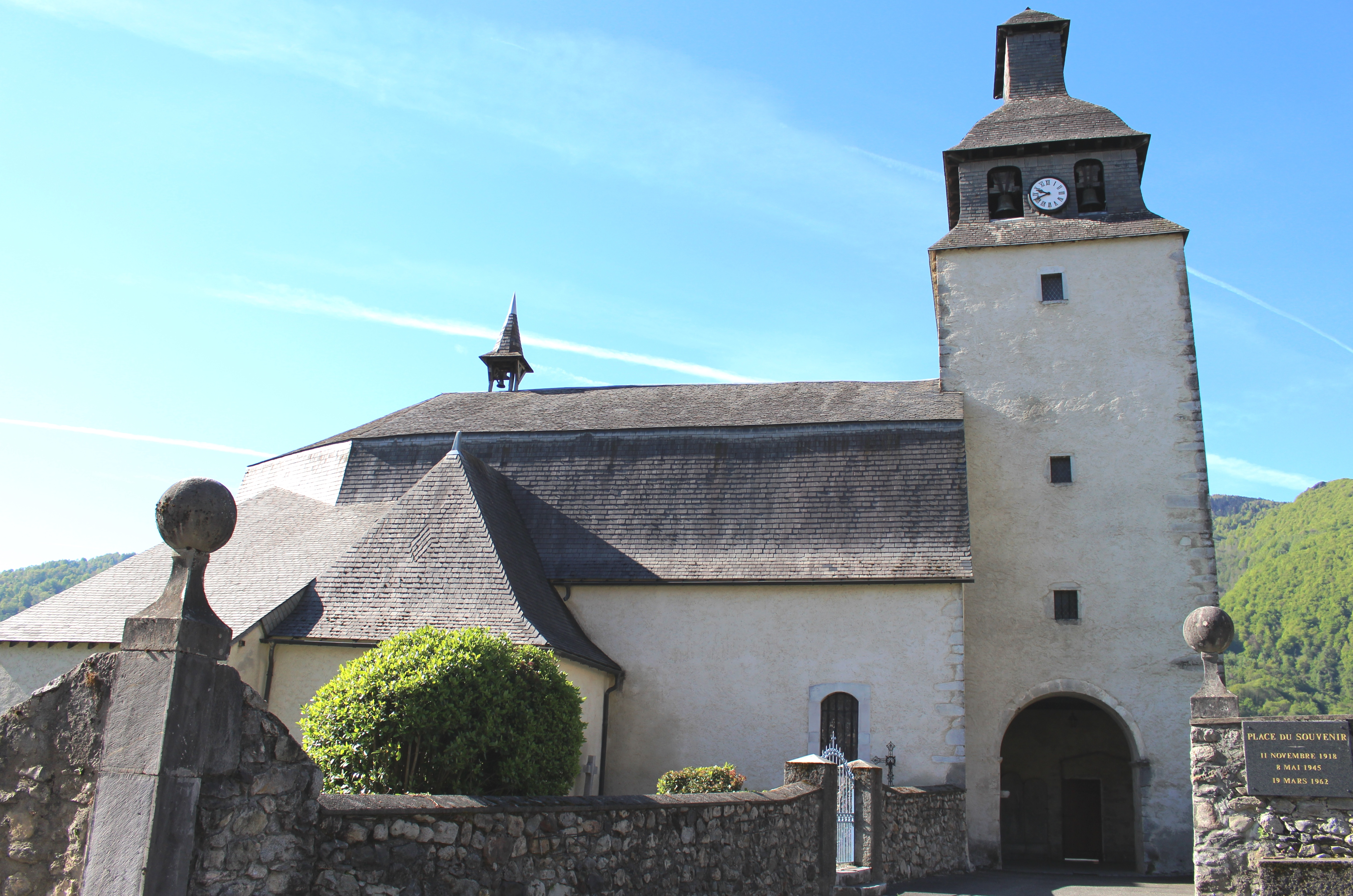
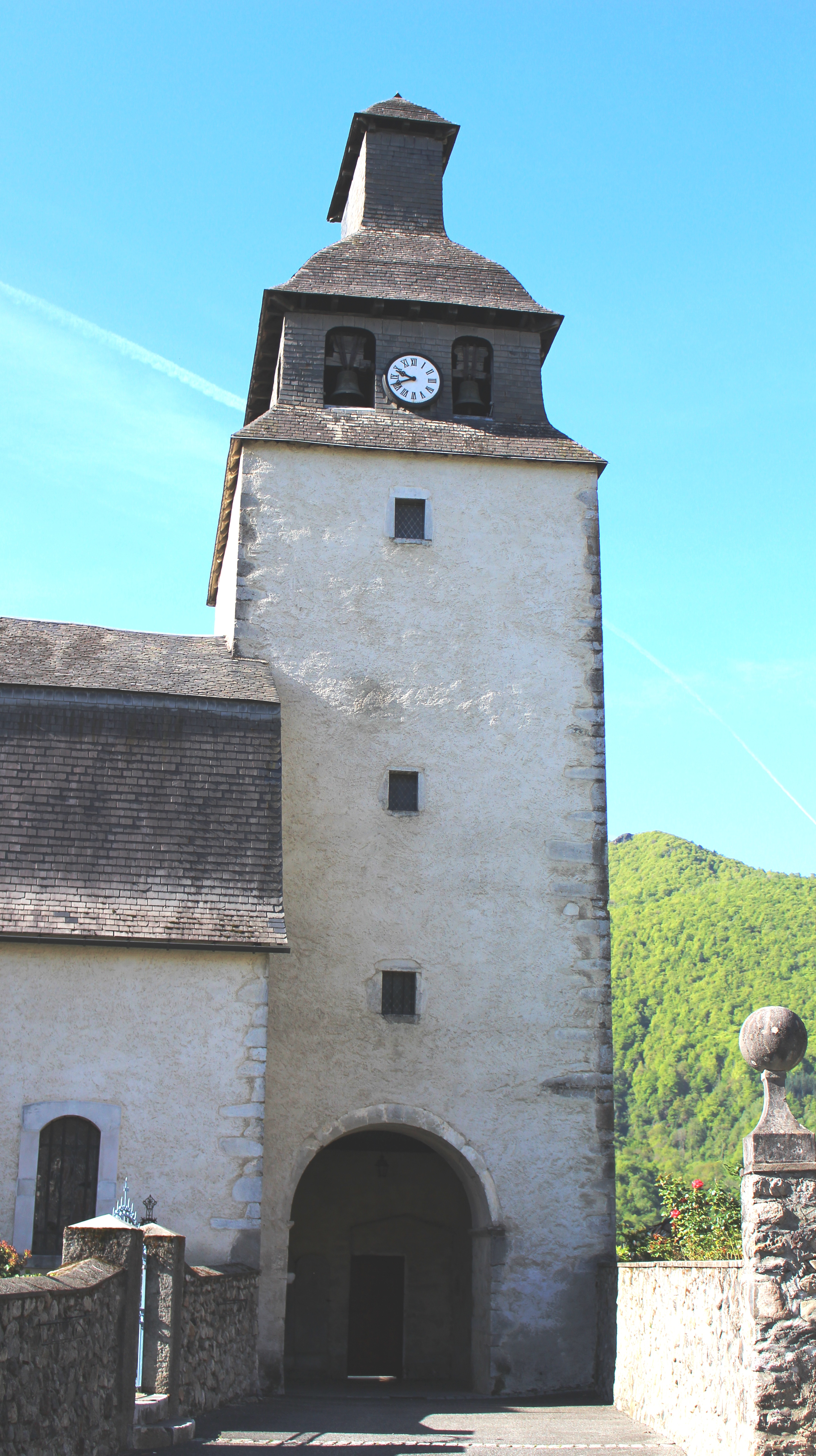
Le clocher.
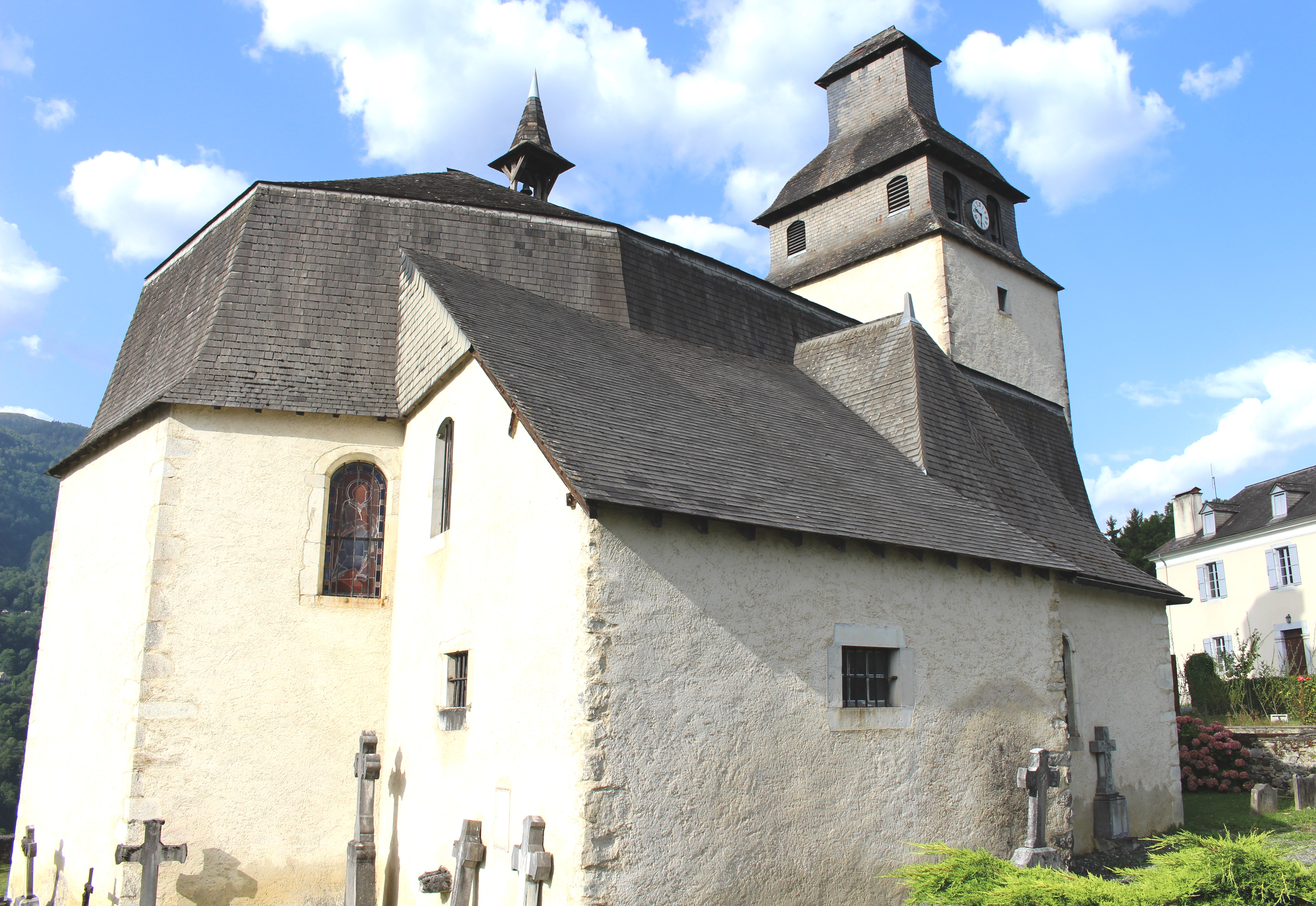

### Personnalités liées à la commune
- Henri Lemoine, célèbre escroc de la Belle Époque. Il employa l'argent que le millionnaire Wernher et d'autres actionnaires lui avaient confié, à construire une centrale électrique à Arras-en-Lavedan.

### Héraldique
| Blason | Blasonnement : D'azur à la fasce d'argent chargée d'un sanglier de sable défendu aussi d'argent et amputé de sa patte antérieure dextre, accompagnée, en chef, de trois corneilles aussi de sable * becquées et membrées de gueules et, en pointe, d'un château sommé de trois donjons couverts et girouettés d'argent et maçonné de sable. Commentaires : Officiel * Il y a là non-respect de la règle de contrariété des couleurs : ces armes sont fautives (Sable/azur). |